# Chapada do Apodi
Chapada do Apodi är ett högland i Brasilien. Det ligger i den östra delen av landet, 1 600 km nordost om huvudstaden Brasília.
Omgivningarna runt Chapada do Apodi är huvudsakligen savann. Runt Chapada do Apodi är det glesbefolkat, med 10 invånare per kvadratkilometer.